# Prärieblomman
Prärieblomman: illustrerad litterär kalender var en svenskamerikansk kalender som publicerades i Minnesota 1899 till 1912 och vars innehåll bestod av litterära originalverk av svenskamerikanska författare tillsammans med porträtt och reproduktioner av svenskamerikanska konstnärer. Prärieblomman var den första svenskamerikanska litterära kalendern och gavs ut av förlaget Augustana Book Concern, vilket var det största svenskamerikanska förlaget och ägdes av Augustanasynoden. Tanken var att Prärieblomman skulle bli för svenskamerikaner vad kalendern Svea var i Sverige.
Från 1902 och fram tills kallendern lades ned 1913 var Anders Schön dess redaktör. Det var också Schön som skrev kalenderns biografier över avlidna svenskamerikaner. Några av de författare och vetenskapsmän som kalendern publicerade var Hjalmar Edgren, Edward Sundell, Ernst Skarstedt, Albert Alberg och Josua Lindahl.